# نیک هاگتون
نیک هاگتون (انگلیسی: Nick Haughton؛ زادهٔ ۲۰ سپتامبر ۱۹۹۴) بازیکن فوتبال اهل بریتانیا است.
از باشگاه‌هایی که در آن بازی کرده‌است می‌توان به باشگاه فوتبال نانت‌ویچ، باشگاه فوتبال فلیتوود، و باشگاه فوتبال فایلد اشاره کرد.